# ドゥブロヴィツァ公国
T：トゥーロフ公国　P：ピンスク公国

SL：スルツク公国　K：クレツク公国

D：ドゥブロヴィツァ公国　S：ステパニ公国

周辺の主な公国

KI：キエフ公国　V：ヴォルィーニ公国

ドゥブロヴィツァ公国（ベラルーシ語: Дубровіцкае княства、ウクライナ語: Дубровицьке князівство）はルーシの分領公国の一つである。公国は首都ドゥブロヴィツァとその周辺を領土としていた。

## 略史
ドゥブロヴィツァ公国は、トゥーロフ・ピンスク公ユーリー・ヤロスラヴィチ死後の1167年から1174年の間に、トゥーロフ・ピンスク公国領に形成された。ドゥブロヴィツァ公として存在が確定できるのは、公国形成初期のグレプ・ユーリエヴィチ（在位：1168年 - 1190年）、アレクサンドル・グレボヴィチ（在位：1190年 - 1223年）の2人の公である。
14世紀初めに、ドゥブロヴィツァ公国はリトアニア大公国に組み込まれた。14世紀にはオストログスキ家の領地の一部となっていた。